# Ricardo Belmont
Ricardo Pablo Belmont Cassinelli (Lima, 29 de agosto de 1945) es un empresario, periodista, locutor de radio y político peruano. Fue alcalde de Lima durante dos periodos (1990-1992 y 1993-1995) y congresista de la república, de 2009 a 2011, tras ocupar el cargo por el fallecimiento de Alberto Andrade.

## Biografía
Nació en Lima el 29 de agosto de 1945 siendo hijo del empresario Augusto Belmont Bar y de Cristina Cassinelli Inurritegui. Realizó sus estudios escolares en los colegios Inmaculado Corazón y en el Santa María Marianistas. Sus estudios universitarios los realizó en la Facultad de Ciencias Empresariales y Económicas de la Universidad de Lima, de la que se graduó en la carrera de Administración en 1967.

### Vida empresarial y periodística
Deportista, periodista, político y propietario de RBC Televisión (Red Bicolor de Comunicaciones), fundada en 1966, y que transmite su señal vía canal 11.1 HD en la ciudad de Lima. Habiendo hecho participar a miles de personas con su accionariado difundido.
Ha sido director del noticiero El diario del aire de Radio Unión, director de radio RBC La Estación (luego Okey Radio, Radio X y Viva FM 91.9).
En 1979, Belmont donde condujo del programa A fondo por América Televisión, pasó a TV Perú que duró hasta 1982.
En 1981, ingresó a Panamericana Televisión donde condujo los dos programas El cielo es el límite y Belmont en Panamericana que duró hasta 1983.
En 1981, ejecutó, promocionó y fue conductor principal de la Teletón fue transmitido por la cadena TV Perú, Panamericana Televisión, América Televisión, RBC Televisión y ATV, desde 1981 hasta 1993 y luego en diciembre de 2003, fue transmitido por los canales: Panamericana Televisión, TNP, OK TV y Red Global que duró hasta 2005. La cual se realizó en apoyo al Hogar Clínica San Juan de Dios, clínica que atiende a personas con discapacidad física.
En 1984, regresó a las filas de América Televisión donde condujo el programa Sábados de Belmont y Sábados de América que duró hasta 1986.
En 1986, ingresó al nuevo canal RBC Televisión donde condujo los tres programas Habla el Pueblo, junto a Fernando Moreno, Wilder Orbegoso y Ángel Ganoza, Vivamos y El Club 110 que duró hasta 1996.
Ha sido uno de los directores del Instituto Peruano de Administración de Empresas, (IPAE). Entre 1990 y 1995 fue presidente del Club Centro Deportivo Municipal.
En 2001, ingresó a los canales: América Televisión, RBC Televisión, TNP, Panamericana Televisión y luego OK TV donde condujo los programas de entrevistas: Esta noche Conversamos, junto a Efraín Trelles y Leslie Stewart, Belmont en vivo, En el juego de mi vida, Habla el Pueblo, Antologia, La noche del 11, Las noches con Belmont, Belmont presenta Internacional y A corazón abierto, junto a Guillermo Oviedo.
Ha sido presidente de la Asociación Peruana de Radio y Televisión (APERTV), uno de los gremios de medios de comunicación locales del país. También ha creado la nueva productora peruana Belmont Corp International, que coprodujo, junto con BuenaVisión TV de Nueva York, el programa ¡...Música, maestro! en RBC Televisión (hoy Viva TV).

## Vida política

### Alcalde de Lima
En 1988, Belmont fundó el Movimiento Cívico Independiente OBRAS, con el cual ganó las elecciones municipales de 1989, derrotando a Juan Incháustegui del FREDEMO y siendo elegido alcalde de la Municipalidad de Lima para el periodo municipal 1990-1992.
En las elecciones municipales de 1992, Belmont fue reelegido alcalde de Lima para el periodo municipal 1993-1995. derrotando esta vez al entonces Alcalde de Arequipa Luis Cáceres Velásquez de la Alianza Electoral Perú Al 2000-Frenatraca Durante este período, fue presidente de la Asociación de Municipalidades del Perú (AMPE). 
En sus gestión municipal se caracterizó por la ejecución de las siguientes obras:
- Trébol de Javier Prado[9] (Panamericana Sur - Vía de Evitamiento / av. Circunvalación / av. Javier Prado)
- Avenida Universitaria[9] (que integra seis distritos: Carabayllo, Comas, Los Olivos, San Martín de Porres, Cercado de Lima y San Miguel)
- Bypass de Alfonso Ugarte[9] (plaza Castilla: av. Alfonso Ugarte / av. Argentina - av. Emancipación // plaza 2 de Mayo: av. Alfonso Ugarte / av. Colonial - av. Colmena // puente av. Alfonso Ugarte / jr. Zepita)
- Óvalo Higuereta[9] (av. Benavides / av. Tomás Marsano)
- Puente El Agustino (el llamado Puente Nuevo, que une El Agustino con San Juan del Lurigancho)
- Intercambiador Universitaria / Panamericana Norte (Panamericana Norte / av. Universitaria)
- Reconstrucción de la Costa Verde (Magdalena-San Miguel)
- Losas deportivas en distritos de menores ingresos

Así mismo, durante su periodo de gobierno municipal se logró, en 1991, el nombramiento de Lima como Patrimonio Cultural de la Humanidad por la Unesco. Gracias a gestiones realizadas por el Patronato de Lima presidido por Eduardo Arrarte.

### Candidato presidencial (1995)
Para las elecciones generales de 1995, Belmont anunció su candidatura presidencial por su partido, el Movimiento OBRAS. Tenía como candidatos a la vicepresidencia del Perú al exvicepresidente Máximo San Román y a Juan Avendaño Valdez. En la elección, la candidatura presidencial de Belmont no tuvo éxito tras la reelección de Alberto Fujimori a la presidencia de la república. Durante el régimen fujimorista, Belmont fue parte de la oposición.

### Candidato a la primera vicepresidencia de la república (2001)
Luego de la caída del régimen autoritario de Alberto Fujimori, se convocaron a nuevas elecciones generales para el 2001. Para las elecciones, Belmont fue invitado por el Frente Independiente Moralizador para que fuese su candidato a la primera vicepresidencia de la república. En la plancha presidencial de Fernando Olivera. En la primera vuelta, la candidatura no tuvo éxito tras quedar en cuarto lugar de las preferencias.

### Candidato al Congreso (2006)
Como independiente, en el 2006, Belmont fue invitado por Acción Popular para ser candidato al Congreso de la República en las elecciones generales del 2006. Donde también estaba el expresidente Valentín Paniagua como candidato presidencial por el Frente de Centro. En las elecciones, Belmont no resultó elegido congresista tras obtener una baja votación de 29 157 votos. Sin embargo, quedó como accesitario.

### Congresista
El 27 de agosto del 2009, tras el fallecimiento del Alberto Andrade, Belmont juró como congresista accesitario para completar el periodo parlamentario 2006-2011.

### Candidato presidencial (2016)
En noviembre del 2015, Belmont aceptó ser el candidato a la presidencia de la república por el partido Siempre Unidos para las elecciones generales del 2016. Sin embargo, en enero del 2016, anunció su renuncia a la candidatura presidencial tras no aceptar presiones de parte del fundador del partido, Felipe Castillo. Quien había incluido a Isaac Humala como candidato al Congreso.

### Candidato a la alcaldía de Lima (2018)
En las elecciones municipales del 2018, Belmont fue nuevamente candidato a la alcaldía de Lima por Perú Libertario. Sin embargo, no resultó elegido tras la victoria de Jorge Muñoz.
Desde el 2019, se ha convertido en youtuber y, en su canal, publica videos de análisis de temas como la política local, la geopolítica, el progresismo y el popular presidente de México, Manuel López Obrador.

### Asesor presidencial (2021)
El 18 de octubre de 2021, el presidente Pedro Castillo anunció que Belmont fue nombrado como asesor del despacho presidencial sumándose al equipo técnico de su gobierno. Sin embargo, el tres días después, tras varios cuestionamientos relacionados con sus controversias pasadas, se anunció que su nombramiento ya no sería oficializado.

## Controversias
En 2003, el canal 7 retiró al programa de Belmont por conflictos de editorial, luego de enfrentarse con el periodista César Hildebrandt.
Posteriormente, Belmont fue criticado por ser creyente de diversas teorías de la conspiración, incluyendo la idea de que la pandemia de COVID-19 es un parte de un "plan mundial". Durante inicios de la pandemia, destacó un video donde desafiaba las ordenanzas nacionales de quedarse en casa, calificándolas de «fascismo». Una de sus opiniones giraba en torno a la siguiente declaración: «La pandemia del Sars-Cov-2 se trata de un proyecto para acabar con la vida de las personas que no tienen derechos. No digan que estoy negando la epidemia, la reconozco desde el primer día. Pero más gente se está muriendo porque no tiene trabajo, no tiene medicinas y tienen un sistema inmunitario sin defensas».
También acusó al Partido Morado de utilizar la pandemia para "infiltrarse" en el gobierno y organizar un fraude; Belmont también declaró fraude cuando perdió las elecciones de Lima contra Jorge Muñoz. Según Belmont, la elección de Francisco Sagasti como presidente interino representaba el ascenso del "poder gay", cuyo principal es la "destrucción de la familia". Un mes después de estas declaraciones, Belmont y sus seguidores desacataron las restricciones sanitarias y se reunieron en una playa en signo de protesta (en contra de la cuarentena), reiterando su oposición ante este "poder gay".
Durante la campaña para la alcaldía de Lima de 2018, realizó un discurso con frases hacia los inmigrantes que fueron reconocidas como xenófobas. También declaró que la migración venezolana era parte de un plan orquestado por poderes que buscaban desestabilizar al país.
Otro importante foco de críticas es el caso del "Canal del Pueblo", RBC. En 1986, Belmont consiguió abrir un canal de televisión de accionarado difundido. Esto lo hizo gracias a las acciones que compraron 110 mil "accionistas" ciudadanos (invirtieron un promedio de 20 dólares cada uno). Siendo alcalde de Lima, declaró "persona no grata" a en ese entonces presidente, Alberto Fujimori, quien en represalia ordenó que no se le diera avisos publicitarios del Estado y sugirió a los privados no hacerlo también, llevando a la quiebra a dicho canal. Sin embargo un grupo de accionistas reclamaron aludiendo haber sido estafados  
El 19 de octubre del 2022, Belmont saco del aire a PBO Radio que funcionaba en la frecuencia 91.9 FM y a Viva TV administrada por su hijo Ricardo Belmont Vallerino con quien tenía un problema judicial, quien alquilaba la frecuencia a Phillip Butters. En su lugar regresó RBC Radio al aire a su frecuencia de origen al igual que la frecuencia 11 de televisión abierta regresando RBC Televisión bajo señal prueba. Belmont fue con un grupo de seguidores en la mañana y entraron a la fuerza para así recuperar la señal del que se había apropiado Butters. Phillip Butters, aprovechando su poder mediático e influencias, respondió con amenazas judiciales que dieron inicio a las investigaciones por parte del Ministerio Público.